# 马克·里德
马克·阿瑟·里德（Mark Arthur Reed，1955年1月4日—2021年5月5日）是美国物理学家，耶鲁大学教授。
马克·里德1983年毕业于雪城大學， 1983年到1990年在德州仪器工作，在那里他展示了第一台量子点设备。1990年後擔任耶鲁大学工程与应用科学学院担教授。他于1996年8月24日与伊丽莎白·谢弗结婚。他曾於2009-2019年間担任纳米技术杂志的主编。